# Gran Premio di Monaco 1978
Il Gran Premio di Monaco 1978 è stata la quinta prova della stagione 1978 del Campionato mondiale di Formula 1. Si è corsa domenica 7 maggio 1978 sul Circuito di Monte Carlo. La gara è stata vinta dal francese Patrick Depailler su Tyrrell-Ford Cosworth; per il vincitore si trattò del primo successo nel mondiale. Ha preceduto sul traguardo l'austriaco Niki Lauda su Brabham-Alfa Romeo e il sudafricano Jody Scheckter su Wolf-Ford Cosworth.

## Vigilia

### Organizzazione dell'evento
L'evento fu organizzato dall'Automobile Club de Monaco. Oltre al Gran Premio di Formula 1, venne prevista al sabato, come gara di contorno la corsa di Formula 3.
Gli organizzatori decisero, per l'occasione, di cedere gratuitamente i diritti televisivi per la diretta del Gran Premio a qualunque emittente ne avesse fatta richiesta. Questo era dovuto alle elevate entrate monetarie derivate dall'evento, visto che i soli biglietti avevano fruttato un incasso di oltre tre miliardi di lire, a cui andava aggiunto un altro miliardo derivante dalla cartellonistica pubblicitaria.

### Sviluppi futuri
Il 7 aprile venne confermato lo spostamento del GP del Canada dalla storica sede di Mosport Park al circuito urbano di Montreal.

### Aspetti tecnici
Dopo le due vittorie ottenute dagli pneumatici Michelin, nei primi quattro gran premi, l'altra fornitrice di gomme del mondiale, la Goodyear, organizzò una sessione di test a Jarama, vicino a Madrid, tra il 18 e il 20 aprile, indirizzato a tutte le sue scuderie clienti (tutte quelle partecipanti al campionato tranne Ferrari e Renault). Niki Lauda e Jody Scheckter affermarono, a seguito dei test, di essere però poco ottimisti in merito ai progressi delle gomme. Il più rapido dei test fu Jacques Laffite della Ligier in 1'18"4, seguito a ruota da Mario Andretti della Lotus, staccato di circa un decimo. La casa inglese portò, nelle prove di Jarama, anche il nuovo modello 79.
Il pilota della Shadow Clay Regazzoni propose uno sciopero dei piloti contro il trattamento che la Goodyear, a suo dire, riservava alle scuderie meno importanti. Una protesta simile venne proposta da Laffite dopo che la Goodyear aveva fornito, per il Gran Premio, degli pneumatici evoluti solo a Mario Andretti e Niki Lauda.
Nella gara monegasca fecero l'esordio la Ligier JS9 e la Surtees TS20, anche se, quest'ultima, per il solo Vittorio Brambilla. La Wolf impiegò nuovamente la WR1, mentre la Shadow fornì la DN9 anche a Clay Regazzoni. La scuderia privata Liggett Group/B&S Fabrications impiegò una McLaren M26, per sostituire la vecchia M23.
La Ferrari 312 T3 venne aggiornata nell'aerodinamica, grazie anche al lavoro effettuato nella galleria del vento della Pininfarina. Vennero ritoccati le fiancate, il musetto e anche l'alettone posteriore. Anche le altre vetture affinavano meglio l'aspetto aerodinamico, al fine di creare una depressione nella parte inferiore della monoposto alla ricerca di una migliore aderenza al suolo.

### Aspetti sportivi
Tornò nel mondiale, dopo un anno di assenza, il belga Jacky Ickx che sostituì Lamberto Leoni alla Ensign. Leoni era impegnato in una gara della F2 giapponese. Si rivide anche la Martini, sempre con René Arnoux al volante, mentre non partecipò l'Interscope Racing, seppur iscritta.
La partecipazione di Niki Lauda venne messa in dubbio per un piccolo incidente alla mano destra rimediato ai primi di aprile in Austria, durante un'escursione con gli sci sul monte Arlberg. L'austriaco si infortunò al tendine del pollice e fu costretto a portare un tutore.
A causa dell'alto numero di iscritti si dovette provvedere nuovamente, come nel GP di Long Beach alla tenuta di prequalifiche, al giovedì mattina. Oltre ai 20 piloti, delle scuderie legate alla FOCA, gli organizzatori ammisero direttamente alle qualifiche anche Jean-Pierre Jabouille della Renault e Alan Jones della Williams.

## Prequalifiche

### Risultati
Nella sessione di prequalifica si è avuta questa situazione:
| Pos | Nº | Pilota           | Costruttore            | Tempo   | Status |
| --- | -- | ---------------- | ---------------------- | ------- | ------ |
|     | 35 | Riccardo Patrese | Arrows-Ford Cosworth   |         | PQ     |
|     | 36 | Rolf Stommelen   | Arrows-Ford Cosworth   |         | PQ     |
| NPQ | 32 | Keke Rosberg     | Theodore-Ford Cosworth | 1'33"07 | NPQ    |
| NPQ | 24 | Derek Daly       | Hesketh-Ford Cosworth  | 1'33"55 | NPQ    |
| NPQ | 31 | René Arnoux      | Martini-Ford Cosworth  | 1'33"72 | NPQ    |
| NPQ | 25 | Héctor Rebaque   | Lotus-Ford Cosworth    | 1'34"59 | NPQ    |
| NPQ | 30 | Brett Lunger     | McLaren-Ford Cosworth  | 1'34"86 | NPQ    |
| NPQ | 37 | Arturo Merzario  | Merzario-Ford Cosworth | 1'49"43 | NPQ    |

## Qualifiche

### Resoconto
Nelle prove del giovedì il migliore fu il ferrarista Carlos Reutemann, in 1'28"34, che precedette di mezzo secondo Niki Lauda. La Ferrari, favorita dalla Michelin, portò anche Gilles Villeneuve al quarto posto. Nel corso delle prove, l'ex campione del mondo, lo scozzese Jackie Stewart, compì dei giri con una Tyrrell su cui era stata montata una cinepresa, per effettuare delle riprese del tracciato, dall'abitacolo. Per tale ragione la durata della sessione venne così prolungata di dieci minuti. Nella seconda sessione Mario Andretti testò una Lotus 79, anche se il pilota italoamericano era indeciso se utilizzarla per la gara, a causa di problemi di affidabilità.
Al sabato nessuno fu capace di abbassare il tempo fatto segnare al giovedì da Reutemann (anche per la maggiore umidità e l'arrivo delle nuvole), che così conquistò la quarta pole nel mondiale, la seconda consecutiva. In prima fila si trovò assieme a John Watson della Brabham, mentre la seconda fila fu appannaggio di Niki Lauda e Mario Andretti (che utilizzò la vecchia Lotus 78). Watson beffò il suo compagno di scuderia Lauda per un solo centesimo, con un tempo ottenuto negli ultimi cinque minuti della sessione pomeridiana.
Vi furono diversi incidenti: John Watson e Gilles Villeneuve ruppero delle sospensioni toccando i guard-rail, e anche Riccardo Patrese colpì le barriere distruggendo la sua vettura alla curva del Casinò. Il padovano fu poi costretto a utilizzare la vettura del compagno di scuderia, Rolf Stommelen, a sua volta menomato da due fratture alle costole che misero in dubbio la sua presenza per il gran premio. La Goodyear fornì un nuovo tipo di gomme anche per la Ligier e l'Arrows.

### Risultati
Nella sessione di qualifica si è avuta questa situazione:
| Pos                     | Nº | Pilota                | Costruttore              | Tempo   | Griglia |
| ----------------------- | -- | --------------------- | ------------------------ | ------- | ------- |
| 1                       | 11 | Carlos Reutemann      | Ferrari                  | 1'28"34 | 1       |
| 2                       | 2  | John Watson           | Brabham-Alfa Romeo       | 1'28"83 | 2       |
| 3                       | 1  | Niki Lauda            | Brabham-Alfa Romeo       | 1'28"84 | 3       |
| 4                       | 5  | Mario Andretti        | Lotus-Ford Cosworth      | 1'29"10 | 4       |
| 5                       | 4  | Patrick Depailler     | Tyrrell-Ford Cosworth    | 1'29"14 | 5       |
| 6                       | 7  | James Hunt            | McLaren-Ford Cosworth    | 1'29"22 | 6       |
| 7                       | 6  | Ronnie Peterson       | Lotus-Ford Cosworth      | 1'29"23 | 7       |
| 8                       | 12 | Gilles Villeneuve     | Ferrari                  | 1'29"40 | 8       |
| 9                       | 20 | Jody Scheckter        | Wolf-Ford Cosworth       | 1'29"50 | 9       |
| 10                      | 27 | Alan Jones            | Williams-Ford Cosworth   | 1'29"51 | 10      |
| 11                      | 8  | Patrick Tambay        | McLaren-Ford Cosworth    | 1'30"08 | 11      |
| 12                      | 15 | Jean-Pierre Jabouille | Renault RS01             | 1'30"18 | 12      |
| 13                      | 3  | Didier Pironi         | Tyrrell-Ford Cosworth    | 1'30"55 | 13      |
| 14                      | 35 | Riccardo Patrese      | Arrows-Ford Cosworth     | 1'30"59 | 14      |
| 15                      | 26 | Jacques Laffite       | Ligier-Matra             | 1'30"60 | 15      |
| 16                      | 22 | Jacky Ickx            | Ensign-Ford Cosworth     | 1'30"72 | 16      |
| 17                      | 16 | Hans-Joachim Stuck    | Shadow-Ford Cosworth     | 1'31"30 | 17      |
| 18                      | 18 | Rupert Keegan         | Surtees-Ford Cosworth    | 1'31"31 | 18      |
| 19                      | 36 | Rolf Stommelen        | Arrows-Ford Cosworth     | 1'31"31 | 19      |
| 20                      | 14 | Emerson Fittipaldi    | Fittipaldi-Ford Cosworth | 1'31"36 | 20      |
| Vetture non qualificate |    |                       |                          |         |         |
| NQ                      | 9  | Jochen Mass           | ATS-Ford Cosworth        | 1'31"40 | NQ      |
| NQ                      | 17 | Clay Regazzoni        | Shadow-Ford Cosworth     | 1'31"61 | NQ      |
| NQ                      | 10 | Jean-Pierre Jarier    | ATS-Ford Cosworth        | 1'32"11 | NQ      |
| NQ                      | 19 | Vittorio Brambilla    | Surtees-Ford Cosworth    | 1'32"46 | NQ      |

## Gara

### Resoconto
Una leggera pioggia colpì il tracciato poco prima della partenza, ma senza provocare particolari problemi alle vetture. Alla curva di  Sainte Devote, Carlos Reutemann, autore di una brutta partenza, venne tamponato da Niki Lauda; nell'impatto la vettura dell'austriaco fece forare la posteriore sinistra del ferrarista. Il successivo rientro ai box fece sprofondare l'argentino in fondo alla classifica. James Hunt finì contro le barriere e finì in ultima posizione. Si trovò così al comando John Watson, seguito da Patrick Depailler, Niki Lauda, Mario Andretti, Jody Scheckter e Alan Jones.
La classifica nelle prime posizioni rimase invariata per diversi giri, Watson allungava sul duo Depailler-Lauda, coi due piloti molto vicini. Al tredicesimo giro Alan Jones, penalizzato da un problema della sua monoposto, venne passato da Ronnie Peterson e Gilles Villeneuve; poi, al giro ventinove, Jones si ritirò per un problema fisico.
Al trentottesimo giro il battistrada John Watson, per un problema ai freni, andò lungo alla chicane del porto e venne così passato sia da Patrick Depailler, sia dal compagno di scuderia Lauda. Ora dietro ai primi tre, la classifica vedeva sempre Mario Andretti, Jody Scheckter, Ronnie Peterson e Gilles Villeneuve.
Nel corso del quarantaseiesimo giro Lauda forò la posteriore destra e fu costretto ai box, così come Andretti, che però fu costretto a una sosta più lunga, perché la benzina stava invadendo l'abitacolo. Niki Lauda rientrò sesto, mentre Andretti solo tredicesimo. Scheckter, Peterson e Gilles Villeneuve scalarono così di due posizioni. Al giro 56 anche Ronnie Peterson dette addio alle posizioni di testa e si ritirò per un guasto al cambio.
Lauda recuperò in pochi giri il distacco da Villeneuve, tanto da passarlo al giro 63. Poco dopo il canadese subì una foratura e andò a sbattere contro le barriere sotto il tunnel, a oltre 200 km/h, ritirandosi. Due giri dopo John Watson, mentre era secondo, fu autore di un lungo, che permise a Jody Scheckter di prendergli la posizione. Poco dopo Watson, sempre menomato da un cambio malfunzionante, venne passato anche da Niki Lauda. Ora, al giro 66, la gara era comandata da Depailler, davanti a Scheckter, Lauda, Watson, Pironi, Patrese e Tambay.
A tre tornate dal termine Lauda passò anche Scheckter, anche lui con un problema al cambio. La rimonta dell'austriaco però non si completò e così Patrick Depailler poté vincere il suo primo gran premio di F1 iridato, il ventunesimo per la Tyrrell. Depailler fu il 62º pilota a riuscire nell'impresa. Al termine della gara Niki Lauda si scusò con Reutemann per l'incidente della partenza.

### Risultati
I risultati del gran premio furono i seguenti:
| Pos | No | Pilota                | Costruttore              | Giri | Tempo/Ritiro     | Pos. Griglia | Punti |
| --- | -- | --------------------- | ------------------------ | ---- | ---------------- | ------------ | ----- |
| 1   | 4  | Patrick Depailler     | Tyrrell-Ford Cosworth    | 75   | 1h55'14"66       | 5            | 9     |
| 2   | 1  | Niki Lauda            | Brabham-Alfa Romeo       | 75   | + 22"45          | 3            | 6     |
| 3   | 20 | Jody Scheckter        | Wolf-Ford Cosworth       | 75   | + 32"29          | 9            | 4     |
| 4   | 2  | John Watson           | Brabham-Alfa Romeo       | 75   | + 33"53          | 2            | 3     |
| 5   | 3  | Didier Pironi         | Tyrrell-Ford Cosworth    | 75   | + 1'08"06        | 13           | 2     |
| 6   | 35 | Riccardo Patrese      | Arrows-Ford Cosworth     | 75   | + 1'08"77        | 14           | 1     |
| 7   | 8  | Patrick Tambay        | McLaren-Ford Cosworth    | 74   | + 1 giro         | 11           |       |
| 8   | 11 | Carlos Reutemann      | Ferrari                  | 74   | + 1 giro         | 1            |       |
| 9   | 14 | Emerson Fittipaldi    | Fittipaldi-Ford Cosworth | 74   | + 1 giro         | 20           |       |
| 10  | 15 | Jean-Pierre Jabouille | Renault                  | 71   | + 4 giri         | 12           |       |
| 11  | 5  | Mario Andretti        | Lotus-Ford Cosworth      | 69   | + 6 giri         | 4            |       |
| Rit | 12 | Gilles Villeneuve     | Ferrari                  | 62   | Incidente        | 8            |       |
| Rit | 6  | Ronnie Peterson       | Lotus-Ford Cosworth      | 56   | Cambio           | 7            |       |
| Rit | 7  | James Hunt            | McLaren-Ford Cosworth    | 43   | Tenuta di strada | 6            |       |
| Rit | 36 | Rolf Stommelen        | Arrows-Ford Cosworth     | 38   | Probl. fisici    | 19           |       |
| Rit | 27 | Alan Jones            | Williams-Ford Cosworth   | 29   | Perdita d'olio   | 10           |       |
| Rit | 22 | Jacky Ickx            | Ensign-Ford Cosworth     | 27   | Freni            | 16           |       |
| Rit | 16 | Hans-Joachim Stuck    | Shadow-Ford Cosworth     | 24   | Incidente        | 17           |       |
| Rit | 26 | Jacques Laffite       | Ligier-Matra             | 13   | Cambio           | 15           |       |
| Rit | 18 | Rupert Keegan         | Surtees-Ford Cosworth    | 8    | Trasmissione     | 18           |       |
| NQ  | 9  | Jochen Mass           | ATS-Ford Cosworth        |      |                  |              |       |
| NQ  | 17 | Clay Regazzoni        | Shadow-Ford Cosworth     |      |                  |              |       |
| NQ  | 10 | Jean-Pierre Jarier    | ATS-Ford Cosworth        |      |                  |              |       |
| NQ  | 19 | Vittorio Brambilla    | Surtees-Ford Cosworth    |      |                  |              |       |
| NPQ | 32 | Keke Rosberg          | Theodore-Ford Cosworth   |      |                  |              |       |
| NPQ | 24 | Derek Daly            | Hesketh-Ford Cosworth    |      |                  |              |       |
| NPQ | 31 | René Arnoux           | Martini-Ford Cosworth    |      |                  |              |       |
| NPQ | 25 | Héctor Rebaque        | Lotus-Ford Cosworth      |      |                  |              |       |
| NPQ | 30 | Brett Lunger          | McLaren-Ford Cosworth    |      |                  |              |       |
| NPQ | 37 | Arturo Merzario       | Merzario-Ford Cosworth   |      |                  |              |       |

## Classifiche

### Piloti
| Pos. | Pilota             | Punti |
| ---- | ------------------ | ----- |
| 1    | Patrick Depailler  | 23    |
| 2    | Carlos Reutemann   | 18    |
| 3    | Mario Andretti     | 18    |
| 4    | Niki Lauda         | 16    |
| 5    | Ronnie Peterson    | 14    |
| 6    | John Watson        | 7     |
| 7    | Emerson Fittipaldi | 6     |
| 8    | Jody Scheckter     | 4     |
| 9    | Jacques Laffite    | 4     |
| 10   | Didier Pironi      | 4     |
| 11   | Alan Jones         | 3     |
| =    | James Hunt         | 3     |
| 13   | Clay Regazzoni     | 2     |
| 14   | Riccardo Patrese   | 2     |
| 15   | Patrick Tambay     | 1     |

### Costruttori
| Pos. | Team                     | Punti |
| ---- | ------------------------ | ----- |
| 1    | Lotus-Ford Cosworth      | 27    |
| 2    | Tyrrell-Ford Cosworth    | 24    |
| 3    | Brabham-Alfa Romeo       | 20    |
| 4    | Ferrari                  | 18    |
| 5    | Fittipaldi-Ford Cosworth | 6     |
| 6    | Wolf-Ford Cosworth       | 4     |
| 7    | Ligier-Matra             | 4     |
| 8    | McLaren-Ford Cosworth    | 3     |
| =    | Williams-Ford Cosworth   | 3     |
| 10   | Shadow-Ford Cosworth     | 2     |
| 11   | Arrows-Ford Cosworth     | 2     |